# 愛知県道・静岡県道3号豊橋湖西線
愛知県道・静岡県道3号豊橋湖西線（あいちけんどう・しずおかけんどう3ごう とよはしこさいせん）は、愛知県豊橋市から静岡県湖西市に至る県道（主要地方道）である。

## 概要
起点側の火打坂から豊橋市大脇町内にかけて弓張山地の南端を横断する部分と、湖西市内の浜名湖岸段丘から下る部分で多少の上り下りがある他は平地を通る。
全線にわたってJR東海道本線と並行している。起点側から二川駅、新所原駅、鷲津駅がある。

### 路線データ

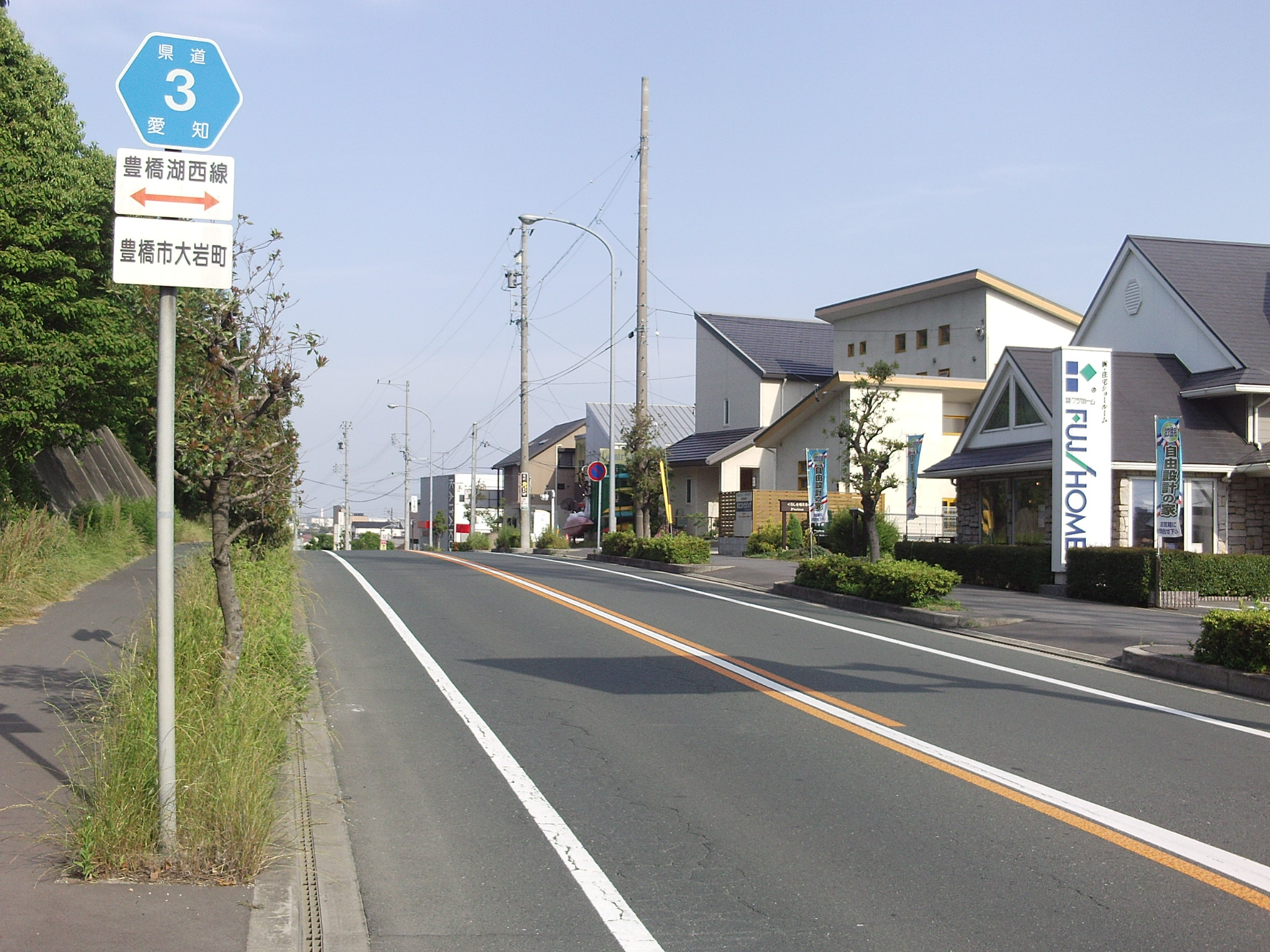
起点付近（補助標識の赤い両矢印は豊橋湖西線の区域内という意味、愛知県豊橋市）

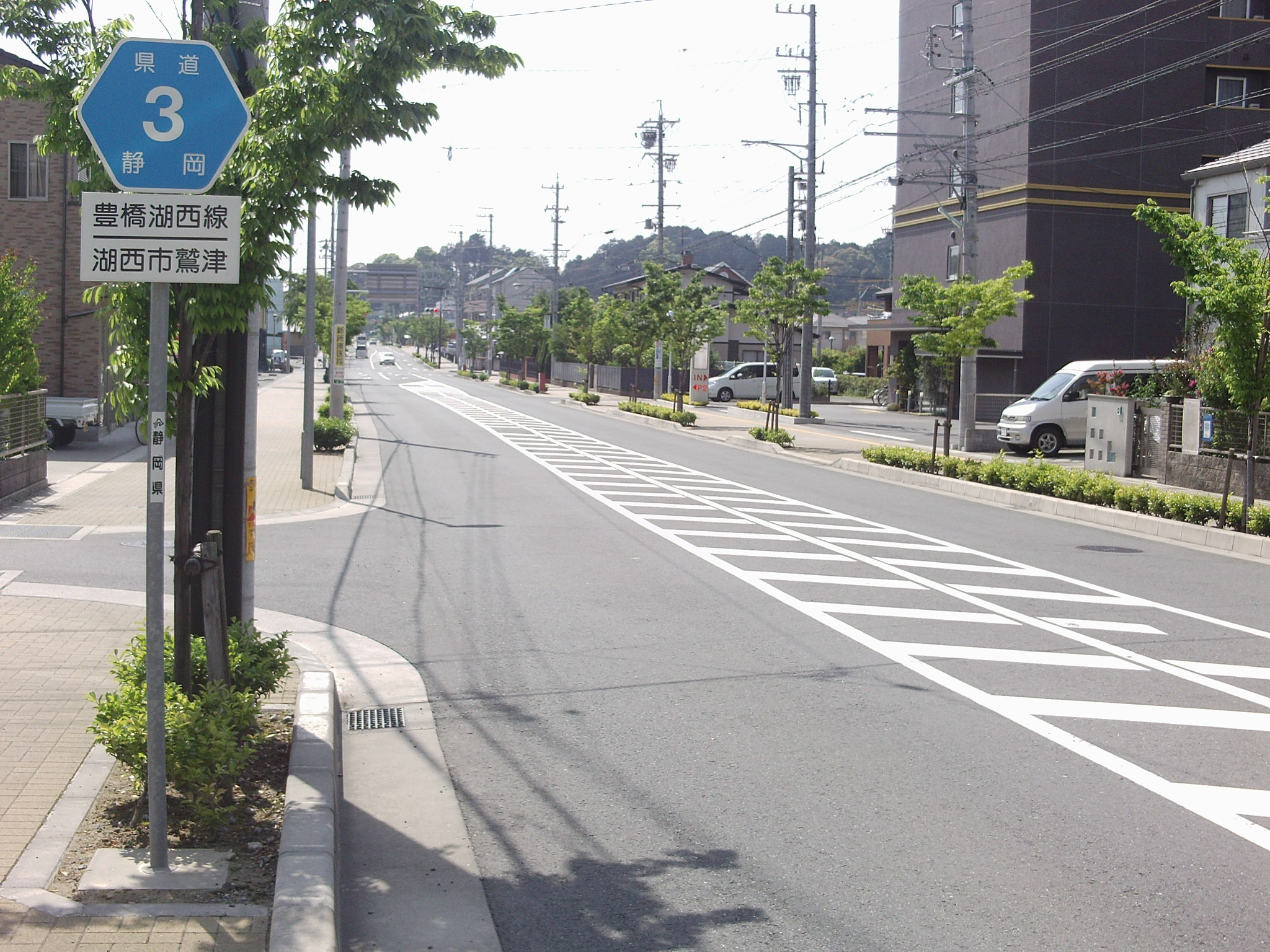
終点、JR東海道本線鷲津駅の近く。（静岡県湖西市）

- 起点： 愛知県豊橋市大岩町（岩屋下交差点、国道1号交点、愛知県道386号平井牟呂大岩線終点）
- 終点： 静岡県湖西市鷲津（小名川交差点、国道301号交点）
- 全長： 愛知県内5.5 km、静岡県内6.4 km

## 歴史
- 1959年（昭和34年） - 12月15日 認定。
- 1971年（昭和46年）6月26日 - 建設省（現・国土交通省）が主要地方道に指定。
- 1972年（昭和47年） - 県道番号が3となる。
- 1993年（平成5年）5月11日 - 建設省から、県道豊橋湖西線が豊橋湖西線として主要地方道に再指定される[1]。
- 2011年10月26日午前9時 旧道の「南部東踏切」が廃止される[2]
- 2011年10月28日 「南上ノ原跨線橋」経由に路線が切り替わる[要出典]

## 路線状況

### 別名
- 新所街道（愛知県豊橋市、静岡県湖西市）
- 立岩街道（愛知県豊橋市、静岡県湖西市）

### 重複区間
- 静岡県道330号新所原停車場日の岡線・静岡県道332号新所原停車場白須賀線（湖西市新所原・新所原駅前交差点 - 湖西市新所原東）
- 静岡県道173号湖西東細谷線（湖西市吉美・川尻交差点 - 湖西市鷲津・鷲津中学校前交差点）

## 地理

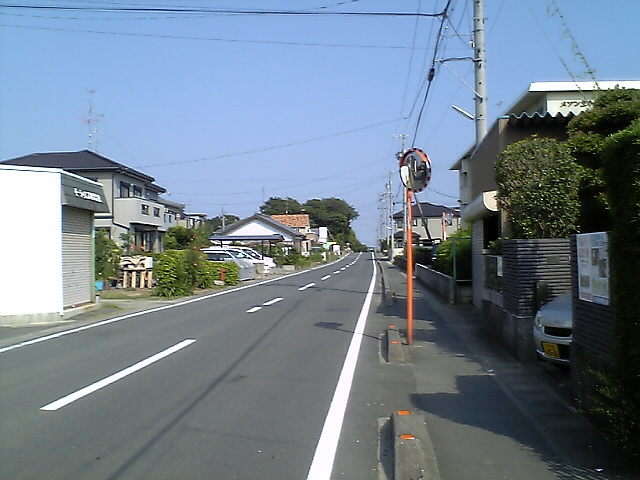
新所原駅付近（2006年8月）

2011年10月28日より静岡県湖西市側のルートが変更になり、旧道のやや東側にある「南上ノ原跨線橋」経由になった。それまでは県境を越えて静岡県湖西市に入り、新所原駅前交差点を過ぎ、天竜浜名湖鉄道の跨線橋を渡って少し走った先の横断歩道のある信号機無しのT字路交差点を右折し、細い路地の様な道を道なりに進んだ先に「南部東踏切」という普通車1台がやっと通れる位の幅しかない大型車通行止めの踏切があったが、2011年10月26日の午前9時に廃止になった。

### 通過する自治体
- 愛知県
  - 豊橋市
- 静岡県
  - 湖西市

### 交差する道路
- 国道1号・愛知県道386号平井牟呂大岩線（豊橋市大岩町・岩屋下交差点、起点）
- 愛知県道402号中原東細谷線（豊橋市中原町瓶焼）
- 愛知県道401号太田中原線（豊橋市中原町字東山）
- 静岡県道330号新所原停車場日の岡線（静岡県道332号新所原停車場白須賀線 重複）（湖西市新所原・新所原駅前交差点 - 湖西市新所原東）
- 静岡県道332号新所原停車場白須賀線（湖西市岡崎・上の原北交差点）
- 静岡県道173号湖西東細谷線（湖西市吉美・川尻交差点）
- 国道301号（湖西市吉美・吉美交差点）
- 静岡県道173号湖西東細谷線（湖西市鷲津・鷲津中学校前交差点）
- 国道301号（湖西市鷲津・小名川交差点、終点）

### 沿線にある施設など
- 岩屋観音
- 豊橋市地下資源館
- ヤマナカ二川フランテ館
- スギ薬局二川店
- カットサロン・トヨタ
- 神道伏見稲荷東洋大教会
- 二川幼稚園
- 豊橋市立二川小学校
- 二川宿（旧東海道）
- 杉浦自動車
- 東海大会ホール
- 大三紙業本社
- 立岩
- 普門寺
- 梅田川（梅田橋）
- パレマルシェ新所原店
- 湖西運動公園
- 湖西市立鷲津中学校